# Compost de vint octàedres
El compost de vint octàedres és un compost polièdric uniforme que és un arranjament de 20 octàedres (considerats com a antiprismes triangulars). És un cas especial del compost de vint octàedres amb llibertat de rotació, en el qual els parells de vèrtexs octaèdrics coincideixen.

## Políedres relacionats
Aquest compost comparteix el seu arranjament d'arestes amb el gran dirombicosidodecàedre, el gran dirombidodecàedre dixato i el compost de vint tetrahemihexàedres.
Es pot construir a partir de l'o exclusiva dels dos enantiomorfs del gran dodecicosidodecàedre xato.
| Envolupant convexa            | Gran dodecicosidodecàedre xato | Gran dirombicosidodecàedre         |
| Gran dirombidodecàedre dixato | Compost de vint octàedres      | Compost de vint tetrahemihexàedres |